# Steef de Jong
Steef de Jong (Heemstede (Noord-Holland), 29 augustus 1983) is theatermaker, liedjesschrijver en beeldend kunstenaar. Hij maakte onder meer de voorstellingen Ludwig, Straussvogel, De Modern Art Revue (met Alex Klaasen) en ORFEO, een drama van karton. Voor  De Nationale Opera maakte hij in 2022 de voorstelling Operetta Land. In 2017 ontving De Jong de Mary Dresselhuys Prijs. In 2023 werd de Johan Kaartprijs aan hem toegekend en ontving hij de Erik Vos Prijs.

## Leven en werk
De Jong volgde een opleiding tot beeldend kunstenaar aan de Gerrit Rietveld Academie in Amsterdam, waar hij in 2006 zijn bachelor behaalde met een muziektheatervoorstelling. Drie jaar later studeerde hij af aan de Amsterdamse Hogeschool voor de Kunsten (DasArts) met het muziekdrama Engelberg Express, een Alpenoperette. Daarna werkte hij als acteur, bij onder meer Orkater en Firma Rieks Swarte.

## Voorstellingen

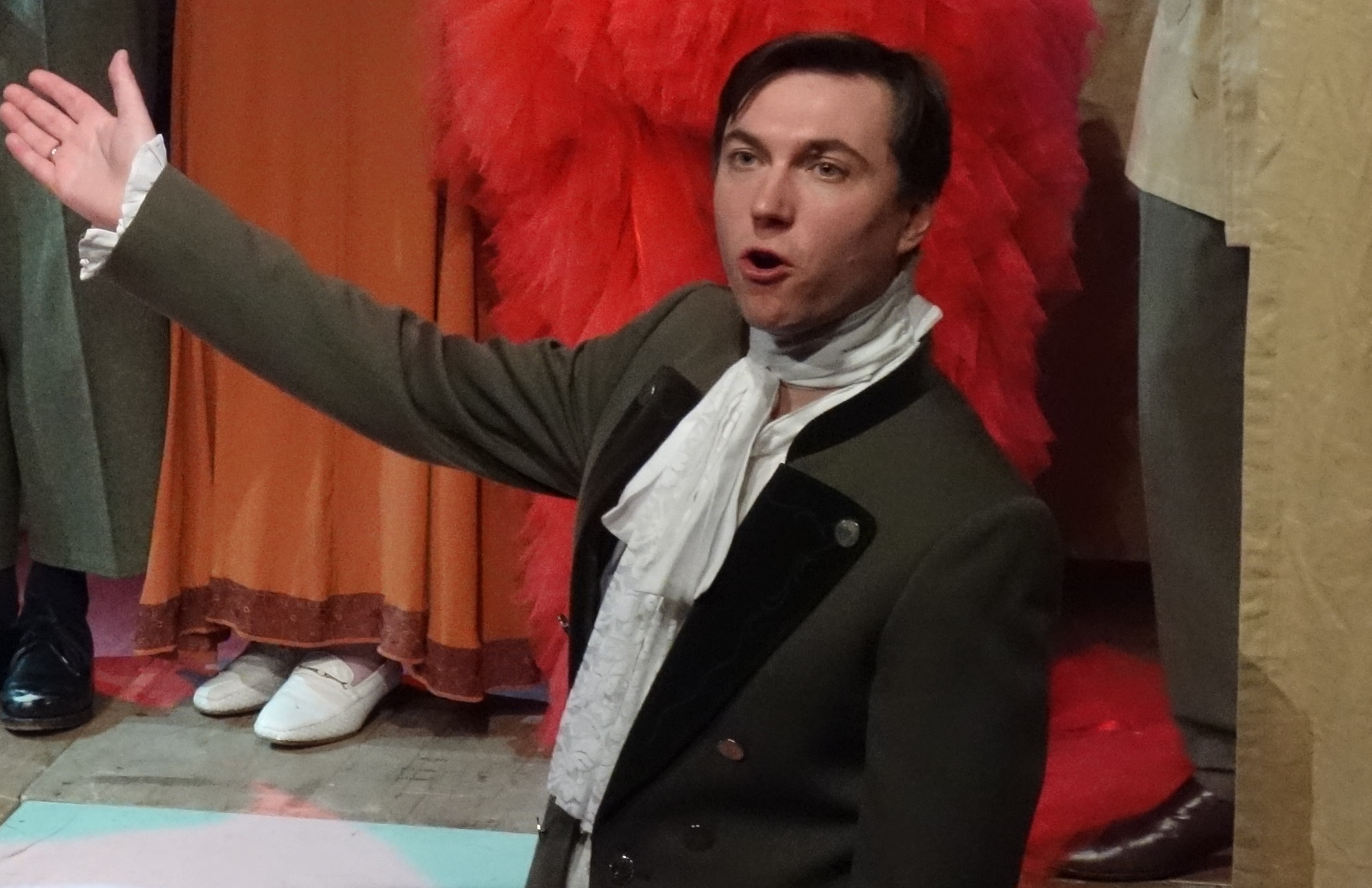
Steef de Jong in 2019

Van 2014 tot 2016 bracht De Jong een eenmans-operette-trilogie over zijn liefde voor de 19e eeuw, keizerin Sisi en het genre operette. Dat resulteerde in de voorstellingen Groots en Meeslepend wil ik leven, Ludwig (over Lodewijk II van Beieren) en Straussvogel (over zijn fascinatie voor de walskoning Johann Strauss jr.). De voorstellingen werden gemaakt onder auspiciën van de stichting Groots en Meeslepend, die hij samen met Ina Veen oprichtte. De Jongs combinatie van kunst en kitsch in een verwonderlijk zelfgemaakt pop-up decor bleef niet onopgemerkt: de voorstellingen wonnen diverse prijzen, bijv. op het Theaterfestival de Parade in 2014 en in het Fringe Festival van Perth (Australië) 2015.
In 2017 speelde De Jong samen met Alex Klaasen De Modern Art Revue, met als figuren onder meer Picasso, Peggy Guggenheim en Jan Schoonhoven tussen de uitklapbare decors. Daarnaast bracht hij in 2017 Steef’s Operette Uurtje. In 2018 speelde De Jong de voorstelling ORFEO, een drama van karton, over de mythe van Orpheus. In juni 2021 kwam De Jong weer met een nieuw programma, op basis van Eine Nacht in Venedig van Johann Strauss jr.. Deze voorstelling bracht hij in zijn thuisbasis, de Toneelschuur in Haarlem.
In 2022 verzon De Jong Operetta Land voor De Nationale Opera. Samen met Paulien Cornelisse schreef hij de tekst van de voorstelling, die met muziek van onder meer Johann Strauss jr., Jacques Offenbach en Arthur Sullivan uitgevoerd werd in de Stopera in Amsterdam.

## Prijzen
- In 2016 won De Jong de Olifant, de kunst- en cultuurprijs van Haarlem.
- In 2017 kreeg hij de Mary Dresselhuys Prijs.[4]
- In 2023 won De Jong de Gieskes-Strijbis Podiumprijs.[5]